# Orlando furioso (Ristori-Vivaldi)
Orlando furioso è un dramma per musica in tre atti, su libretto di Grazio Braccioli, andato in scena in diverse successive versioni.
Nel novembre del 1713, al Teatro Sant'Angelo di Venezia fu rappresentata la prima versione, con musica di Giovanni Alberto Ristori, la quale riscosse grande successo e rimase in cartellone per mesi, ricevendo numerosi interventi adattativi da parte di Antonio Vivaldi, il quale fungeva anche, insieme al padre, da impresario (ex RV Anh. 84). Nel dicembre del 1714 andò in scena una seconda versione, con l'aggiunta di ulteriori musiche di Vivaldi stesso, alla quale solo di recente è stato attribuito un proprio numero di catalogo (RV 819).
Nel 1727, infine, il libretto di Braccioli venne ripreso, con rimaneggiamenti anonimi, per una messa in musica completamente nuova sempre da parte di Vivaldi (RV 728), sotto il titolo di Orlando.
Lo stesso libretto di Braccioli costituì anche la base, fino alla metà del secolo, sia per numerose e spesso assai libere riproposizioni delle versioni vivaldiane, sia per nuove intonazioni da parte di altri musicisti (come Antonio Bioni, nel 1724, e Orazio Pollarolo, nel 1725).

## Vicende storiche

### La versione del 1713 (ex RV Anh. 84)
"Nelle stagioni operistiche di autunno e carnevale 1713-1714 e 1714-1715, il Teatro Sant'Angelo di Venezia fu gestito da Giovanni Battista Vivaldi insieme a suo figlio Antonio. Un iniziale contratto per l'impresa fu concluso dai Vivaldi con i proprietari il 6 gennaio del 1713". Tenuto conto che la prima opera vivaldiana mai rappresentata fu l'Ottone in villa, dato a Vicenza nel maggio dello stesso anno, Reinhard Strohm conclude che "pertanto Antonio Vivaldi divenne un impresario d'opera prima che si avesse notizia di lui come compositore operistico".
La prima stagione della gestione Vivaldi fu aperta dall'Orlando Furioso: si trattava di un'opera composta da Giovanni Alberto Ristori su libretto appositamente scritto dal giovane giurista Grazio Braccioli, allora molto in voga a Venezia come librettista, tanto che il suo nome, preceduto dal titolo di dottor, figurava sul frontespizio del libretto andato in stampa,  mentre quello del compositore era relegato in pagine successive.
L'opera ebbe un successo clamoroso che si concretizzò in una cinquantina di rappresentazioni. Parte di tale successo fu dovuto probabilmente anche alla musica di Ristori e parte alla bravura degli esecutori, tutti scelti e ingaggiati con sagacia dai Vivaldi. Il primo uomo (Ruggiero), Giovanni Battista Minelli, un giovane contraltista di grande futuro, era stato da loro strappato all'impresario concorrente Zuanne Gallo, con mezzi da questi giudicati illeciti; le due prime donne Maria Giusti (Angelica) e Margherita Faccioli (Alcina), erano ben note ai due perché erano già state rispettivamente prima e seconda donna nell'Ottone in villa. In funzione delle significative caratteristiche interpretative della prima (che aveva già cantato, nel 1711, la parte di Angelica nell'Orlando di Domenico Scarlatti) Braccioli confessò addirittura, nell'argomento del libretto, di aver convenientemente alterato per lei la psicologia del personaggio rispetto all'originale ariostesco (e questo per un'artista italiana di allora era un complimento davvero notevole).
Il ruolo del titolo fu affidato al basso Antonio Francesco Carli, da anni ormai figura di spicco dei palcoscenici non solo veneziani (aveva anche partecipato alla prima dell'Agrippina di Händel, nel 1709).
Sia la partitura autografa di Ristori, sia le copie usate nel teatro per l'esecuzione debbono considerarsi perdute, e le tracce del lavoro originale possono essere solo ricercate, con analisi di tipo filologico, nel documento reperibile nel Fondo Giordano presso la Biblioteca Nazionale Universitaria di Torino, sotto il titolo di "Orlando Furioso. Atto Primo, e Secondo", che costituisce il documento di lavoro utilizzato da Vivaldi e dai suoi copisti per addivenire alla seconda versione dell'opera andata in scena nel 1714.

### La versione del 1714 (RV 819)

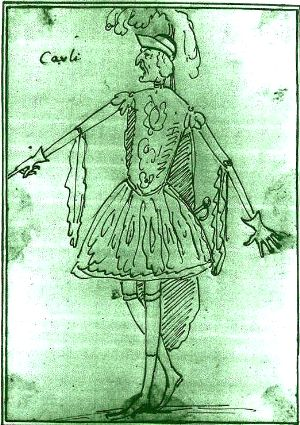
Caricatura di
Antonio Francesco Carli,
primo interprete del ruolo di Orlando
(Anton Maria Zanetti)

Il grande successo di pubblico ottenuto dalla prima versione dell'opera fu probabilmente tra i motivi che indussero Vivaldi a scegliere il personaggio fantastico di Orlando per il suo proprio esordio sulla piazza veneziana come compositore, in apertura della stagione autunnale del 1714. La scrittura del libretto fu demandata al solito Braccioli, che attinse questa volta alle vicende dell'Orlando innamorato del Boiardo, e la nuova opera, sotto il titolo di Orlando finto pazzo, andò in scena nel mese di novembre. L'opera però dovette rivelarsi un fiasco, al punto che gli impresari Vivaldi pensarono bene di allestire in fretta e furia una ripresa dell'Orlando furioso dell'anno precedente. Braccioli provvide alle modifiche e aggiornamenti del testo e alla pubblicazione di un nuovo libretto (la dedica è datata 1º dicembre), nel quale si ometteva ormai il nome di Ristori (probabilmente all'epoca già partito da Venezia) e non si faceva più riferimento ad alcun compositore. Il nuovo allestimento andò in scena in un giorno imprecisato dello stesso mese di dicembre del 1714.
Per quanto riguarda il carattere degli interventi musicali compiuti da Vivaldi sulla seconda versione dell'opera, essi debbono essere desunti dall'analisi filologica della partitura incompleta reperibile nel Fondo Giordano 37 e già precedentemente citata. Secondo Reinhard Strohm, il manoscritto fu copiato originariamente nella forma che l'opera aveva raggiunto alla fine della lunga permanenza in cartellone, nella stagione 1713-1714, e doveva quindi già comprendere gli interventi compiuti da Vivaldi, in corso di rappresentazione, per esempio per 'rinfrescare' la provvista di arie dei cantanti. Anche se non tutta la nuova musica aggiunta successivamente da Vivaldi per la ripresa del 1714 ci è pervenuta, appare verosimile che la gran parte di essa sia stata motivata dal quasi completo ricambio verificatosi nel cast.
Due soli cantanti erano rimasti dalla compagna del 1713, il protagonista Carli e l'interprete del personaggio di Bradamante, Elisabetta Denzio, e Strohm rileva che, "a parte aggiustamenti nei recitativi, la parte di Orlando rimase virtualmente intatta". Quella della Denzio invece fu modificata in modo più rilevante, ed anche ridotta, a seguito dell'unico taglio di un'aria verificatosi tra le due versioni. A meno che non avesse ipotizzato fin dall'inizio la ripresa, Vivaldi fu agevolato dal fatto che, a parte il ruolo di Alcina, in cui un contralto (Anna Maria Fabbri) si sostituiva ad un soprano (Margherita Faccioli), il timbro vocale degli altri cantanti rimase inalterato, ciò che non rese quindi necessitato un generale intervento di ri-scrittura delle linee vocali. Tenuto conto che i cantanti corrispondevano agli interpreti dello sfortunato Orlando finto pazzo, molta della nuova musica proveniva da esso (ma anche dall'Ottone in villa), e alla fine, secondo Strohm, la revisione musicale di Vivaldi si risolse in una dimostrazione di considerazione e di favore nei confronti delle sue nuove prime donne, la già citata Fabbri e Margherita Gualandi, che ricevettero il meglio della musica scritta ex novo, evidentemente calata appositamente sulle loro capacità vocali e interpretative.
In conclusione, sempre secondo Reinhard Strohm, l'Orlando Furioso del 1714 può essere considerato un'opera interamente confezionata da Vivaldi ("a fully-fledged opera by Vivaldi"), ma non aveva mai ricevuto un proprio numero di catalogo in quanto, fino agli studi da lui stesso compiuti nel 1973, tutti gli studiosi avevano dato per assunto "che la musica eseguita nel 1714 fosse interamente di Ristori". Come già accennato sopra in nota, il numero di catalogo RV 819 è stato alla fine attribuito da Federico Maria Sardelli nella sua qualità di responsabile del Vivaldi Werkverzeichnis succeduto a Peter Ryom nel 2007. Il medesimo Sardelli, nel 2012 al Festival di Beaune, ha poi diretto in prima edizione moderna, e inciso, l'Orlando Furioso del 1714, in una versione da lui stesso in parte completata secondo lo stile vivaldiano.

### L'Orlandodel 1727
Per l'edizione del 1727, si veda la voce specifica, Orlando (Vivaldi).

## Personaggi e interpreti
| [ 3 ]                                                                                    | prima versione (Ristori): 1713 | prima versione (Ristori): 1713          | seconda versione (Ristori/Vivaldi): 1714 | seconda versione (Ristori/Vivaldi): 1714 |
| personaggio                                                                              | tipologia vocale               | interpreti                              | tipologia vocale                         | interpreti                               |
| ---------------------------------------------------------------------------------------- | ------------------------------ | --------------------------------------- | ---------------------------------------- | ---------------------------------------- |
| Orlando, innamorato d'Angelica                                                           | basso                          | Anton Francesco Carli                   | basso                                    | Anton Francesco Carli                    |
| Angelica, amante poi sposa di Medoro                                                     | soprano                        | Maria Giusti, detta la Romanina         | soprano                                  | Margherita Gualandi, detta la Campioli   |
| Bradamante, promessa sposa di Ruggiero, poi in abito da uomo sotto il nome di Ardalico   | soprano                        | Elisabetta Denzio                       | soprano                                  | Elisabetta Denzio                        |
| Alcina, maga innamorata di Ruggiero                                                      | soprano                        | Margherita Faccioli, detta la Vicentina | contralto                                | Anna Maria Fabbri                        |
| Ruggiero, promesso sposo di Bradamante, ma, per incantesimo di Alcina, innamorato di lei | contraltista castrato          | Giambattista Minelli                    | contraltista castrato                    | Andrea Pacini                            |
| Medoro, innamorato poi sposo di Angelica                                                 | contralto (in travesti)        | Agata Landi                             | contralto (in travesti)                  | Girolama Valsecchi                       |
| Astolfo, innamorato di Alcina                                                            | sopranista castrato            | Pietro Ramponi                          | sopranista castrato                      | Francesco Natali                         |
| personaggi muti: Aronte; paggi, guardie, cacciatori e soldati                            |                                |                                         |                                          |                                          |

## Discografia
- Orlando furioso RV819, dramma per musica (ricostruzione a cura di Federico Maria Sardelli); Orlando: Riccardo Novaro; Alcina: Romina Basso; Bradamante: Gaëlle Arquez: Astolfo: Roberta Mameli; Medoro: Delphine Galou; Ruggiero: David DQ Lee; Angelica: Teodora Gheorghiu; Orchestra: Modo Antiquo; Direttore: Federico Maria Sardelli; Naïve (ASIN: B008R5OKD8)[13]